# Subspecies 4: Bloodstorm
Subspecies 4: Bloodstorm sau Subspecies: The Awakening este un film de groază american și românesc din 1998 regizat de Ted Nicolaou, al patrulea din seria Subspecies. A fost produs de Castel Film Romania și Full Moon Studios și a fost distribuit direct-pe-video de Full Moon Features, la fel ca restul producțiilor francizei.
Rolurile principale au fost interpretate de actorii Anders Hove, Denice Duff și Jonathon Morris. În acest film, o femeie și prietenii ei trebuie să înfrunte un val de răzbunare și un război cu strigoii, în timp ce cel mai malefic maestru vampir se trezește pentru a recuceri cu forța noaptea.

## Prezentare
Subspecies 4: Bloodstorm (1998) începe cu un Radu ars grav, dar capabil să găsească refugiu în cripta sa. Un accident de mașină îi ucide pe toți, în afară de Michelle, care este găsită de o necunoscută pe nume Ana. Văzând reacția lui Michelle la lumina soarelui, Ana îi duce corpul la fostul ei profesor, dr. Nicolescu, care își dă seama rapid că Michelle este un vampir. Când Michelle se trezește, dr. Nicolescu promite să o vindece de vampirismul ei. Dr. Nicolescu este el însuși un vampir, dar folosește știința pentru a-i permite să fie imun la slăbiciunile vampirilor, cu excepția nevoii de sânge, și speră să o folosească pe Michelle pentru a obține Piatra Sângelui și, prin urmare, un remediu pentru starea sa. Cu forțele sale refăcute, Radu merge la București pentru a revendica averea unuia dintre „fiii” săi anteriori, Ash, care a apărut în Vampire Journals. Radu cere ajutorul lui Ash pentru a o urmări pe Michelle, în timp ce Serena încercă să-i întoarcă pe Radu și Ash unul împotriva celuilalt. Radu descoperă locul unde se află Michelle, iar doctorul Nicolescu este de acord să i-o dea lui Radu în schimbul a trei picături de sânge din Piatra Sângelui. Radu este de acord, dar totul a fost doar un truc pentru a-i permite lui Nicolescu să-l prindă pe Radu. Michelle apare și îl eliberează pe Radu, iar cei doi fug în siguranță. Serena ajunge imediat după aceea și îi dă Anei o cheie pentru cripta Vladislas, unde se află Radu, cu instrucțiuni de ucidere a lui Radu. Ana și doctorul Nicolescu ajung la mormânt, dar Radu se trezește și îl ucide pe Nicolescu. Radu își îndreaptă atenția către Ana, dar Michelle îi tăie gâtul, lăsându-i Anei suficient timp să-l decapiteze pe Radu. Îi ard trupul și iau Piatra Sângelui. Ash și Serena așteaptă la ieșirea din criptă, dar un îngrijitor, auzind țipetele Anei, deschide cripta și face ca lumina soarelui să pătrundă înăuntru. Michelle este ascunsă într-un sicriu și transportată în afara cimitirului, în timp ce capul lui Radu stă pe o lance arzând la soare.

## Distribuție
- Anders Hove: Radu Vladislas
- Denice Duff: Michelle Morgan
- Jonathon Morris: Ash
- Ioana Abur: Ana Lazar
- Mihai Dinvale: dott. Niculescu
- Floriela Grappini: Serena
- Ion Haiduc: locotenentul Marin
- Cristi Rasuceanu: Mel
- Oana Voicu: Reebecca

## Producție și primire
A fost filmat în mai multe locuri din România, folosind tehnici de animație stop motion  și păpuși pe tije pentru a se obține aspectul dorit de regizor pentru creaturile denumite subspecii. Filmul a avut parte de recenzii împărțite, criticii citând clișeele cu vampiri ca un punct slab al producției, dar în general lăudând alegerea regizorului de a face filmările în România, precum și efectele speciale folosite în filme. 

## FrancizaSubspecies
- Subspecies (1991)
- Bloodstone: Subspecies 2 (1993)
- Bloodlust: Subspecies 3 (1994)
- Vampire Journals (1997)
- Subspecies 4: Bloodstorm (1998)